# Спэнн, Первис
Первис «Blues Man» Спэнн (англ. Pervis Spann, 14 марта 1932, Итта-Бина, Миссисипи, США — 16 августа 2022, Чикаго, Иллинойс, США) — американский радиоведущий, продюсер, промоутер и общественный деятель. В 1960—1970 являясь постоянным ведущим на радио The Voice of the Nation в Чикаго, сыграл большую роль в становлении и развитии чикагского блюза. Лауреат Blues Music Awards в номинации «Блюзовый промоутер», вручавшейся единственный раз за историю премии в 1982 году. Член Зала славы блюза (2012). Также в 1982 году был выбран промоутером года и в 1985 признан лучшим радиоведущим Keeping the Blues Alive Awards.

## Биография
Первис Спэнн родился в Итта-Бине 16 августа 1932 года в семье издольщиков. В детстве и юношестве работал на хлопковых плантациях и управлял единственным местным кинотеатром для чёрных Dixie Theater после того как его мать не смогла продолжать это делать после инсульта. В 1949 году вместе с матерью и сестрой переехал в Баттл-Крик, Мичиган. Вскоре после переезда он перебрался в Гэри работать на стройке, а затем и вовсе ушёл в армию и участвовал в Корейской войне. После службы приехал в Чикаго, где работал на сталелитейном заводе, водил такси, и ремонтировал телевизоры.
На основании G.I. Bill Спэнн получил образование в Midwestern Broadcasting School и Midway Television Institute и в 1959 году стал работать на радио WOPA. В 1960 году организовал своё первое выступление на радио в котором участвовали Би Би Кинг и Джуниор Паркер. Тремя годами позже, когда братья Чесс запустили свою станцию The Voice of the Nation, Спэнну поручили вести ежевечерний выпуск посвящённый блюзу. Он привлёк к себе внимание 87-часовой «бессонной сидячей забастовкой» на станции, чтобы собрать деньги для Мартина Лютера Кинга. Спэнн стал самым популярным диск-жокеем в ночном эфире и удерживал эту позицию более 10 лет, согласно данным радиостанции.
В 1960-х годах Первис Спэнн заведовал делами многих ведущих исполнителей блюза и соула, включая Би Би Кинга, и утверждал, что сыграл свою роль в открытии Jackson 5 и Chaka Khan. Был совладельцем нескольких клубов, включая Burning Spear. Именно он впервые провозгласил со сцены Арету Франклин «Королевой соул». После того, как WVON в 1975 году была продана, он помог в 1979 году основать новую ориентированную на блюз и госпел станцию WXOL на той же частоте. Четыре года спустя она снова стала называться WVON. Спэнн же продолжал организовывать и продвигать блюзовые фестивали, а также управлял станцией WXSS в Мемфисе, штат Теннесси в 1980-х годах. Также он был собственником радиостанциё в Атланте, Джексонвилле и Флориде.
Был женат в течение 67 лет, от брака имел четырёх детей. Дочь Мелоди Спанн Купер является председателем и главным исполнительным директором Midway Broadcasting Corporation, которой принадлежит WVON.
Умер от болезни Альцгеймера 14 марта 2022 года.